# Faites vos jeux, mesdames
Faites vos jeux, mesdames est un film franco-espagnol  réalisé par Marcel Ophüls et sorti en 1965.

## Synopsis
Le fils d'un diplomate ouest-allemand a été enlevé. Les découvertes en physique de ce jeune prodige de 17 ans seraient susceptibles de donner un avantage décisif dans la guerre froide au camp adverse. La CIA américaine soupçonne les services soviétiques et fait intervenir l'agent Mike Warner (Eddie Constantine). Il constate rapidement que des agents russes sont eux aussi à la recherche des ravisseurs et du jeune homme, et ne sont donc pas les auteurs de l'enlèvement.

## Fiche technique
- Titre : Faites vos jeux, mesdames
- Réalisateur : Marcel Ophüls
- Scénario : Jacques Robert et Marcel Ophüls
- Photographie : Jean Tournier
- Son : Antoine Petitjean
- Musique : Ward Swingle
- Montage : Louisette Hautecoeur
- Coordinateur des combats et des cascades : Claude Carliez et son équipe
- Sociétés de production : Spéva Films - Ciné Alliance - Hesperia Films
- Pays de production :  France -  Espagne
- Durée : 86 minutes
- Date de sortie : 
  - France : 5 avril 1965
- Affiche : Jouineau Bourduge (France)

## Distribution
- Eddie Constantine : Mike Warner
- Nelly Benedetti : la princesse Soledad
- Daniel Ceccaldi : Stéphane
- Laura Valenzuela : Nina
- Luis Dávila : Boris Gourdine
- Dieter Kollesch : Carl Friedrich Bibisch
- Alfredo Mayo : boss de Mike
- Georges Rigaud : directeur Bibisch
- José María Prada : Nicholas Van Damme
- Enriqueta Carballeira : Isabel
- Milo Quesada : Manuel
- María Luisa San José
- Marcel Ophüls : le médecin psychiatre